# Rio Cernuc
O Rio Cernuc é um rio da Romênia, afluente do Gârbou, localizado no distrito de Sălaj.